# Killing Eve
Killing Eve är en brittisk thrillerserie som hade premiär på BBC America 2018. Serien är skapad och skriven av Phoebe Waller-Bridge och bygger på spänningsromanen Codename Villanelle av Luke Jennings. I huvudrollerna syns Sandra Oh och Jodie Comer. Seriens tredje säsong premiärvisas våren 2020 och det är fastlagt att det blir en fjärde säsong.
Serien har fått god kritik och nominerades till bästa dramaserie vid Golden Globe-galan 2019 där Sandra Oh utsågs till bästa kvinnliga huvudroll i en dramaserie.

## Handling
MI5-agenten Eve Polastri blir extrainkallad efter att en rysk trafficking-misstänkt politiker blivit mördad i Wien. Eve tror att mördaren är en kvinna och får order om att bevaka det enda vittnet, den mördades flickvän. Det hela utvecklar sig till en katt-och-råtta-lek.

## Roller i urval
- Sandra Oh – Eve Polastri
- Jodie Comer – Villanelle/Oksana Astankova
- Fiona Shaw – Carolyn Martens
- Darren Boyd – Frank Haleton
- Owen McDonnell – Niko Polastri
- Kirby Howell-Baptiste – Elena Felton
- Sean Delaney – Kenny Stowton
- David Haig – Bill Pargrave
- Kim Bodnia – Konstantin Vasiliev
- Nina Sosanya – Jess (säsong 2)
- Edward Bluemel – Hugo (säsong 2)
- Henry Lloyd-Hughes – Aaron Peel (säsong 2)
- Raj Bajaj – Mo Jafari, en ny MI6-agent (säsong 3)
- Turlough Convery – Bear (säsong 3)
- Steve Pemberton – Paul (säsong 3)
- Danny Sapani – Jamie (säsong 3)
- Gemma Whelan – Geraldine (säsong 3)
- Harriet Walter – Dasha (säsong 3)